# Křeček velký
Křeček velký (Hypogeomys antimena) je hlodavec, který se nachází pouze v regionu Menabe na Madagaskaru v tropických či deštných lesích nebo v pobřežních pásmech včetně plochých mořských břehů i útesů.
Jedná se o druh zapsaný na seznamu EDGE, kterým Londýnská zoologická společnost ZSL upozorňuje na evolučně jedinečné a zároveň celosvětově ohrožené druhy.

## Výskyt
Jedná se o ohrožený druh kvůli ztrátě přirozeného prostředí, reprodukčním návykům, konkurenci zavlečených krys obecných a omezenému rozsahu 20 kilometrů čtverečních severně od Morodavy mezi řekami Tomitsy a Tsiribihina. Jeho místní název je votsotsa.

## Stavba těla
Je podobný králíkům-má velké uši, protáhlé zadní nohy a místo normálního běhu jako u křečků, spíše poskakuje. Váží od 1 do 1,5 kilogramu, jeho délka je 30 až 35 centimetrů, dalších 21 až 25 centimetrů měří ocas.

## Chování
Žije v rodinných skupinách skládajících se ze samce, samice a potomstva posledních dvou až tří let. V písčité půdě podzemních lesů vyhrabává svými dobře vyvinutými hrabavými drápy systém podzemních nor, do kterého vede někdy až šest vchodů. Živí se ovocem, výhonky a měkkou kůrou. Potravu, jako většina křečků, drží při jídle v předních tlapkách. Páry jsou monogamní a samice rodí pouze jedno nebo dvě mláďata ročně. Je to jediný žijící druh rodu Hypogeomys.

## Chov v zoo
Křeček velký je v Česku v současnosti chován ve třech zoologických zahradách:
- Zoo Jihlava
- Zoo Plzeň
- Zoo Praha

Na Slovensku tento druh nechová žádná zoo. V celé Evropě i na světě je chován v 17 veřejných zoologických zařízeních, a to v celkovém počtu přibližně 50 jedinců.

### Chov v Zoo Praha
Historie chovu v Zoo Praha se začala psát v roce 2000. Český prvoodchov se podařil roku 2007. Do roku 2017 bylo odchováno 12 mláďat. Na počátku roku 2018 byl chován pár. Zatím poslední mládě se narodilo v lednu 2019.

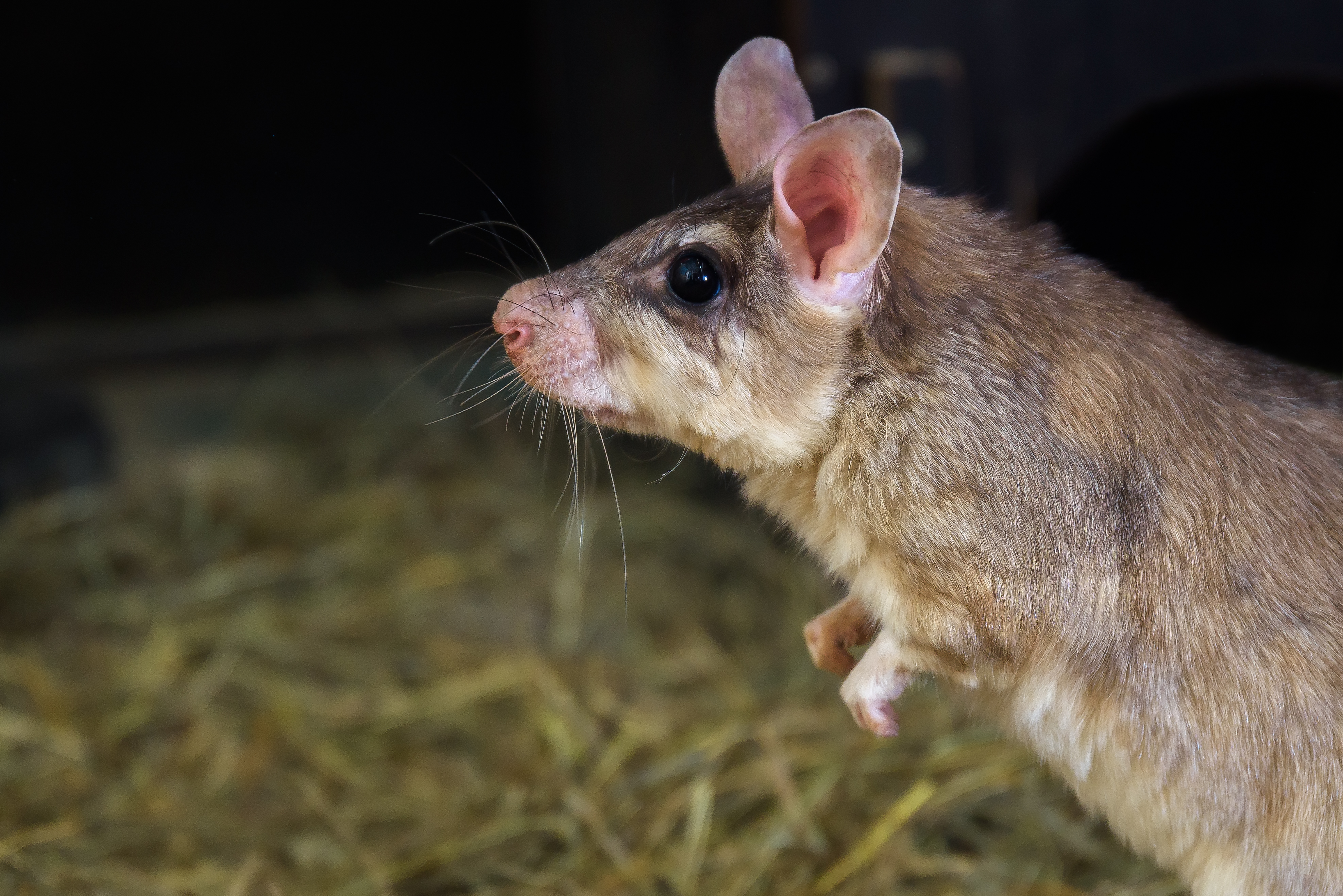
Křeček velký, Zoo Praha